# Leptobotia orientalis
Leptobotia orientalis is een straalvinnige vissensoort uit de familie van de modderkruipers (Cobitidae). De wetenschappelijke naam van de soort is voor het eerst geldig gepubliceerd in 1981 door Xu, Fang & Wang.